# يحيى الشهري (لاعب كرة قدم مواليد 1985)
يحيى حسن الشهري لاعب كرة قدم سعودي محترف ، يلعب حارس مرمى في نادي الكوكب.
كانتب بداياته مع نادي الشعلة و لعب بعدها لأندية الوحدة وسدوس ونادي الحزم ونادي الكوكب ونادي الخلود ونادي طويق ونادي الشرق.

## روابط خارجية
- يحيى الشهري (لاعب مواليد 1985) على موقع Soccerway.com (الإنجليزية)
- يحيى الشهري (لاعب مواليد 1985) على موقع كووورة